# Ivan Babić (časnik)
 Ovo je glavno značenje pojma Ivan Babić (časnik). Za druga značenja pogledajte Ivan Babić (razdvojba).
Ivan Babić (Sveti Ivan Žabno, 15. prosinca 1904. – Torremolinos, Španjolska, 6. lipnja 1982.), bio je časnik u Jugoslavenskoj vojsci, Hrvatskome domobranstvu i inženjer, poznat po ulozi u neuspjelom puču Lorković-Vokić.

## Životopis
Ivan Babić rodio se je u Sv. Ivanu Žabnu 1904. godine. Vojnu karijeru je nakon završene gimnazije u Bjelovaru, započeo u Kraljevskoj jugoslavenskoj vojsci. Istakao se je kao jedan od njenih najnadarenijih časnika, te je poslan na školovanje u Pariz gdje je završio Visoku časničku školu. Na početku Travanjskoga rata služio je kao major u 38. dravskoj diviziji.
Nakon uspostave NDH priključio se je Hrvatskome domobranstvu. Godine 1942. imenovan je za jednog od zapovjednika 369. pojačane pješačke pukovnije koja se borila na Istočnom bojištu. Poslije je imenovan načelnikom Domobranske središnje škole.
Godine 1944., 9. siječnja, zrakoplovom Roda odletio je u Italiju pod kontrolom Saveznika kako bi prenio poruku o planiranome puču, odnosno pozivu za njihovo iskrcavanje na istočnu obalu Jadrana. Babića prvotno zarobljavaju obavještajne službe, a nakon toga interniran je u logoru u Paduli. Odbijeni su njegovi zahtjevi za posjetu Jurju Krnjeviću u Londonu, a s predsjednikom jugoslavenske kraljevske vlade Ivanom Šubašićem susreo se 20. lipnja 1944. godine u Caserti. Bilo je to nakon Šubašićeva povratka s Visa, gdje je bio postigao sporazum s NKOJ-em. Premda je prije svoga puta na Vis, Šubašić bio na nagovor Tome Jančikovića, zainteresiran vidjeti i susresti se s Babićem; nakon Visa više nije bio zainteresiran za prijedloge koje je Babić donio. Misija nije uspjela, u NDH-a puč je suzbijen, a Babić je ostao u internaciji do kraja rata. Nakon završetka rata ostao je u emigraciji. Radio je u Venezueli kao inženjer, te surađivao u emigrantskom listu Hrvatskoj reviji. 1970-ih pomogao je Bruni Bušiću doći u Španjolsku.
U jubilarnome broju Hrvatske revije 1951. – 1975. opisao je svoju misiju u članku Moja misija kod Saveznika godine 1944.